# Kazimierz Alchimowicz

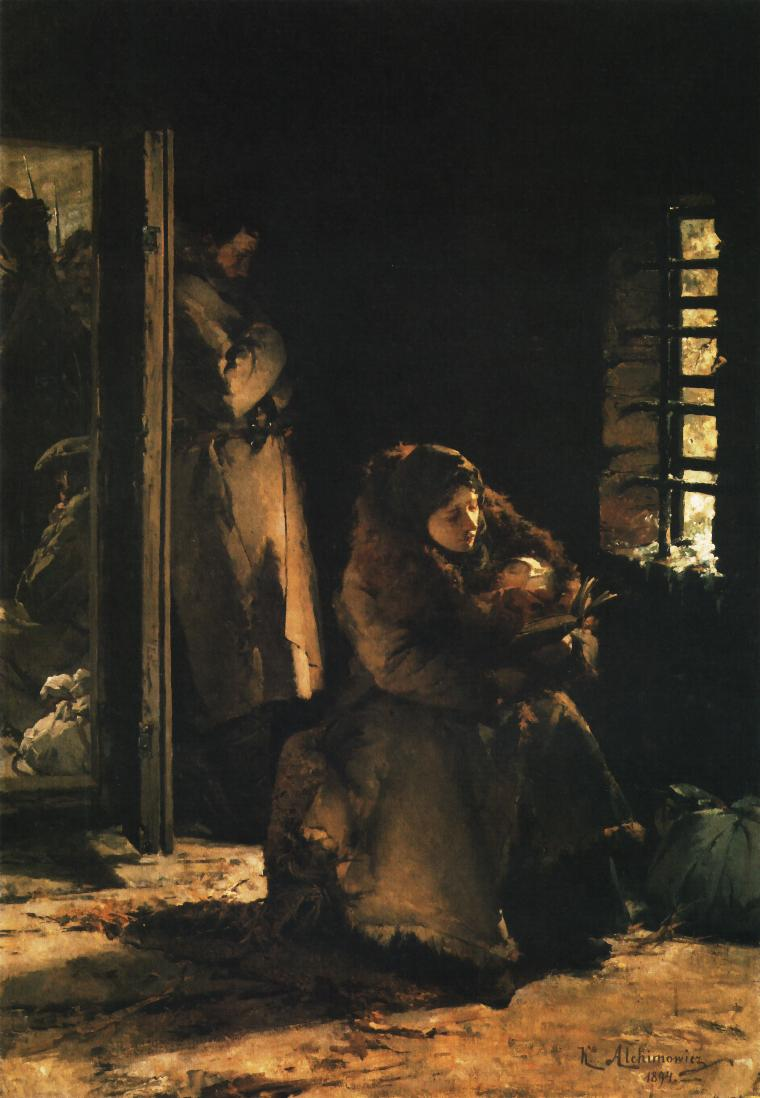
Megálló, 1894

Kazimierz Alchimowicz (Dziembrow, 1840. december 20. – Varsó, 1916. december 31.) belarusz születésű lengyel romantikus festő.

## Életpályája
Dziembrowban született. Alchimowiczot hat évre Szibériába száműzték, mivel részt vett az 1863. évi januári felkelésben. Visszatérte után beiratkozott egy rajzosztályba Varsóban, ahol Wojciech Gerson tanította. Ennek a csoportnak nagy hatása volt későbbi munkásságára. Később Münchenben és Párizsban tanult. Míg Franciaországban tartózkodott, porcelánokat és agyagedényeket díszített.
Véglegesen 1880-ban telepedett le Varsóban, hogy csak a festészettel foglalkozhasson. Varsóban érte a halál.

## Művei
Művészetére a helyi témák és a történelem a jellemzők. Legismertebb munkái között van egy 12 festményből álló, Goplana című sorozat. Ezt a kor kritikusai nagy lelkesedéssel fogadták.